# Sachtlebenia sexmaculata
Sachtlebenia sexmaculata är en stekelart som beskrevs av Henry Keith Townes, Jr. 1963. Sachtlebenia sexmaculata ingår i släktet Sachtlebenia och familjen brokparasitsteklar. Inga underarter finns listade i Catalogue of Life.